# أليكس إدواردز
أليكس إدواردز (بالإنجليزية: Alex Edwards)‏ (14 فبراير 1946 بدنفيرملين في المملكة المتحدة - 11 ديسمبر 2024) هو لاعب كرة قدم بريطاني في مركز جناح. شارك مع منتخب اسكتلندا تحت 21 سنة لكرة القدم. أما مع النوادي، فقد لعب مع دونفرملين أثلتيك ونادي هيبرنيان ونادي اربوراث.

## وصلات خارجية
- أليكس إدواردز على موقع قاعدة بيانات كرة القدم.إي يو (الإنجليزية)